# أوين بيكارد
أوين بيكارد (بالإنجليزية: Owen Pickard)‏ هو لاعب كرة قدم بريطاني في مركز الهجوم، ولد في 18 نوفمبر 1969 في بارنستيبل ‏ في المملكة المتحدة. لعب مع نادي بليموث أرجايل ونادي هيرفورد ويوفل تاون.